# Novine
Novine su tiskani mediji koji objavljuju razne vijesti iz društvenog, političkog, kulturnog i sportskog života, izvještavaju o dnevnim događajima, donose priče, romane u nastavcima i stripove, objavljuju oglase, reklame itd. Novinari su ljudi koji su za svoj poziv odabrali pisanje za novine.  Djelatnost pisanja i izdavanja novina naziva se novinarstvo ili žurnalistika (francuski: journal [žurna'l]= novine)

## Vrste novina
Dnevne novine su novine koje izlaze svaki dan. Ponekad se nazivaju i dnevnicima, a jedno od neophodnih obilježja treba im biti ažurnost. Njihova glavna svrha je obavještavanje o bitnim događajima jučerašnjeg dana. Novinska izdanja također mogu izlaziti tjedno, polumjesečno, mjesečno ili godišnje. Učestalost izlaska pojedinog novinskog izdanja ovisi najviše o njegovu sadržaju. Novinska forma tjednika najčešće odgovara političkim, vjerskim ili kulturalnim izdanjima koja tako pokrivaju više zbivanja i daju dublji i složeniji pregled pojedinog događaja, društvene pojave i slično. Forma mjesečnika najčešće obuhvaća razne specijalizirane časopise koji pokrivaju raznorazna područja.
U pisanju tekstova za novine, školovani novinari izražavaju se specifičnim oblicima izražavanja, nazvanim novinski rodovi.
Tradicionalne novinarske rubrike su: unutrašnja politika, društvo, ekonomija, crna kronika i kriminal, kultura i zabava, sport, mediji, feljtoni, pisma čitatelja.

## Stil pisanja
U tiskanim medijima njeguju se sljedeće osobine:
- zamjetna pismenost (opća i novinarska),
- dobro poznavanje materije o kojoj se piše,
- sveobuhvatnost teme i obrada sa svih aspekta,
- razumljivost, zanimljivost i atraktivnost.

## Proizvodnja i utjecaj tehnologije
Tri bitne faze u proizvodnji novina su:
- novinarska
- tiskarska
- prodajna

Sve tvore jednu cjelinu i povezane su u vremenskom slijedu. Karakteristike dnevnih novina možemo poredati u dvije osnovne skupine:
- uređivačke karakteristike, koje se dijele na uredništva rubrika, i grafičko-tehničke karakteristike,
- tehničke karakteristike, koje podrazumijevaju korištenje materijala i korištenje tehnike.

Uređivačke karakteristike, uredništva rubrika:
- prikupljanje informacija (tekst, slika...)
- raspored i odabir informacija po stranicama i rubrikama:
  - prva stranica (najave, naslovi, ilustracije, oglasi),
  - vanjska politika,
  - unutarnja politika,
  - kultura,
  - gradska ili regionalna rubrika,
  - sport,
  - crna kronika,
  - feljtoni,
  - dnevni događaji (kino, izložbe, TV raspored, radio, program),
  - oglasi (mali poslovni, cjelostranični),
  - prilozi po danima, tjednima

## Hrvatske novine
Il Regio Dalmata – Kraglski Dalmatin, prve su novine na hrvatskom jeziku. Te hrvatsko-talijanske upravno-političke tjedne novine, službene novine francuske uprave u Dalmaciji, izlazile su u Zadru, svake subote od 1806. do 1810.